# 紅首樸麗魚
紅首樸麗魚，為輻鰭魚綱鱸形目隆頭魚亞目慈鯛科的其中一種，分布於非洲維多利亞湖流域，棲息深度9-30公尺，體長可達7.7公分，棲息在泥底質水域，屬雜食性，以藻類、魚類、昆蟲、甲殼類等為食，生活習性不明。

## 擴展閱讀
維基物種上的相關：紅首樸麗魚